# Liste der Orte in Cottbus
Diese Liste enthält alle Ortsteile und Wohnplätze der kreisfreien Stadt Cottbus. Zusätzlich angegeben sind der niedersorbische Name und die Art der Gemeindeteile. Grundlage für die Angaben sind die beim Online-Dienstleistungsportal des Landes Brandenburg abrufbaren Daten (Stand. 19. Februar 2024). 39 Siedlungen sind in dieser Liste aufgenommen. 

## Ortsteile und Wohnplätze
| Ortsname              | niedersorbischer Name  | Art       |
| --------------------- | ---------------------- | --------- |
| Ausbau Saspow         | Zaspicke Wutwaŕki      | Wohnplatz |
| Branitz               | Rogeńc                 | Ortsteil  |
| Branitz Nord          | Rogeńc Pódpołnoc       | Wohnplatz |
| Branitz Süd           | Rogeńc Pódpołdnjo      | Wohnplatz |
| Branitzer Siedlung    | Rogeńske Sedlišćo      | Wohnplatz |
| Brunschwig            | Brunšwik               | Wohnplatz |
| Dissenchen            | Dešank                 | Ortsteil  |
| Döbbrick              | Depsk                  | Ortsteil  |
| Döbbrick Ost          | Depsk Pódzajtšo        | Wohnplatz |
| Gallinchen            | Gołynk                 | Ortsteil  |
| Gärtnersiedlung       | Gjartnaŕske Sedlišćo   | Wohnplatz |
| Groß Gaglow           | Gogolow                | Ortsteil  |
| Hammergraben Siedlung | Sedlišćo pśi Góramśicy | Wohnplatz |
| Heidesiedlung         | Sedlišćo pód Gólu      | Wohnplatz |
| Kahren                | Kórjeń                 | Ortsteil  |
| Karlshof              | Wólšyna                | Wohnplatz |
| Kiekebusch            | Kibuš                  | Ortsteil  |
| Klein Ströbitz        | Strobick               | Wohnplatz |
| Kutzeburger Mühle     | Radlikojski Młyn       | Wohnplatz |
| Lakoma                | Łakoma                 | Wohnplatz |
| Madlow                | Módłej                 | Ortsteil  |
| Maiberg               | Majberk                | Wohnplatz |
| Masnick’s Häuslergut  | Maznikojc Budki        | Wohnplatz |
| Merzdorf              | Žylowk                 | Ortsteil  |
| Mitte                 | Srjejź                 | Ortsteil  |
| Neu Lakoma            | Nowa Łakoma            | Wohnplatz |
| Nutzberg              | Nuzberk                | Wohnplatz |
| Sachsendorf           | Knorawa                | Ortsteil  |
| Sandow                | Žandow                 | Ortsteil  |
| Saspow                | Zaspy                  | Ortsteil  |
| Schlichow             | Šlichow                | Wohnplatz |
| Schmellwitz           | Chmjelow               | Ortsteil  |
| Sielow                | Žylow                  | Ortsteil  |
| Skadow                | Škódow                 | Ortsteil  |
| Spremberger Vorstadt  | Grodkojske Pśedměsto   | Ortsteil  |
| Ströbitz              | Strobice               | Ortsteil  |
| Wappenhaus            | Woponowy Dom           | Wohnplatz |
| Willmersdorf          | Rogozno                | Ortsteil  |
| Windmühlensiedlung    | Na Wětšniku            | Wohnplatz |